# Gobiodon winterbottomi
Gobiodon winterbottomi là một loài cá biển thuộc chi Gobiodon trong họ Cá bống trắng. Loài này được mô tả lần đầu tiên vào năm 2012.

## Từ nguyên
Từ định danh winterbottomi được đặt theo tên của Tiến sĩ Richard Winterbottom, nhằm vinh danh những đóng góp quan trọng của ông trong việc phân loại phân bộ Cá bống.

## Phân bố và môi trường sống
G. winterbottomi hiện chỉ biết đến từ đảo Iriomote-jima (thuộc quần đảo Ryukyu, Nhật Bản). Độ sâu mà G. winterbottomi được thu thập trong khoảng 5–8 m.
G. winterbottomi sống cộng sinh với san hô Echinopora lamellosa.

## Mô tả
Chiều dài cơ thể lớn nhất được ghi nhận ở G. winterbottomi là 3,3 cm.
Số gai vây lưng: 7; Số tia vây lưng: 10; Số gai vây hậu môn: 1; Số tia vây hậu môn: 9; Số gai vây bụng: 1; Số tia vây bụng: 5; Số tia vây ngực: 15–16.

### Trích dẫn
- Suzuki, Toshiyuki; Yano, K.; Senou, H. (2012). "Gobiodon winterbottomi, a New Goby (Actinopterygii: Perciformes: Gobiidae) from Iriomote-jima Island, the Ryukyu Islands, Japan" (PDF). Bulletin of the National Museum of Nature and Science, Ser. A. Quyển Suppl. 6. tr. 59–65.